# Lamia (Griekenland)
Lamia (Grieks: Λαμία) is sinds 2011 een fusiegemeente (dimos) in de Griekse bestuurlijke regio (periferia) Centraal-Griekenland.
De vijf deelgemeenten (dimotiki enotita) van de fusiegemeente zijn:
- Gorgopotamos (Γοργοπόταμος)
- Lamia (Λαμία)
- Lianokladi (Λειανοκλάδι)
- Pavliani (Παύλιανη)
- Ypati (Υπάτη)

Lamia, de hoofdstad van het voormalige departement Fthiotida, is belangrijk als verkeersknooppunt en ligt in een dal tussen twee bosrijke gebergten: het ca. 1700 m hoge Othrýs- (Οθρύς) en het ca. 2100 m hoge Iti (Οίτη)-massief.

## Geschiedenis

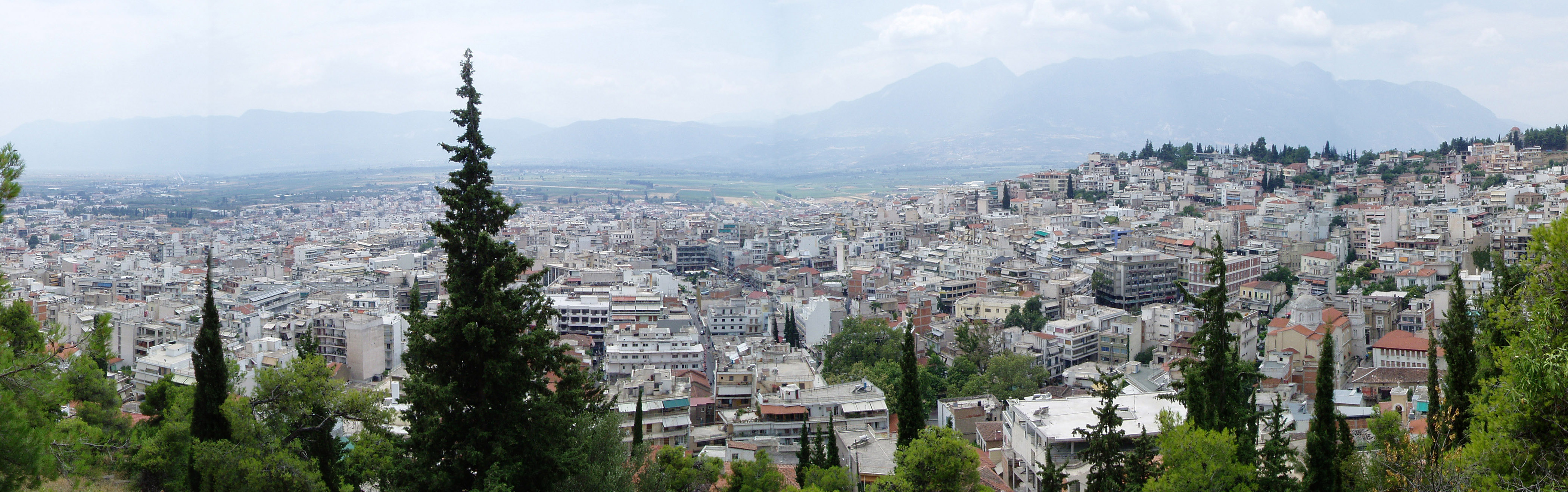
Zicht op Lamia

De stad werd vermoedelijk niet eerder dan de 5e eeuw v.Chr. gesticht, maar de akropolis (de “Acrolamia”) beheerste de doorgangsweg naar Thessalia. Deze meest oostelijk gelegen stad in het gebied van de Maliërs in het Thessalische landschap Phthiotis, lag op 30 stadiën van de rivier Spercheus en 50 van de naar haar genoemde Malische Golf (Λαμιακός κόλπος / Lamiakós kólpos).
Ze gaf haar naam aan de zogenaamde “Lamische Oorlog” (323-322 v.Chr.), die volgde op de opstand van Athene en andere Griekse stadstaten tegen Antipater van Macedonië na de dood van Alexander de Grote. De Griekse coalitie slaagde erin Antipater in Lamia gedurende de winter van 323-322 in te sluiten. In de lente werden zij echter verslagen, waarbij de Atheense aanvoerder Leosthenes sneuvelde. De Attische redenaar Hyperides hield voor de gesneuvelden een lijkrede die gedeeltelijk bewaard bleef.
In de 14e eeuw werd op de plaats van de antieke akropolis een Catalaans fort (kástro) gebouwd. In de Turkse tijd heette de stad Zeitoúni, misschien de verbastering van de naam El Cito, zoals de Catalaanse overheersers Lamia noemden.

## Omgeving
In de buurt van Lamia ligt het riviertje genaamd Gorgopotamós, waar elk jaar rond eind november wordt herdacht hoe Griekse verzetsstrijders op instigatie van en in samenwerking met Britse commando’s de spoorwegbrug over de rivier opbliezen, zodat de Duitse aanvoerlijn voor zes weken onderbroken werd.
Op weg naar de Thermopylae staat, bij de zogenaamde Alamana-brug over de Sperchios-rivier, een monument dat verwijst naar een gebeurtenis in de Griekse Onafhankelijkheidsoorlog. Op 5 mei 1821 probeerde een strijdmacht van 500 Grieken, geleid door Athanásios Diákos en de bisschop van Amphissa de brug te verdedigen tegen een Turks hulpleger onder Omer Vrioni en Mechmet Pasja. De bisschop sneuvelde in de strijd, maar Diakos werd door de Turken doodgefolterd (zijn standbeeld staat op het Diakou-plein in Lamia).

## Geboren
- Athanasios Karagounis, voetballer
- Dimitris Koutsoumpas, politicus

## Referentie
- art. Lamia, in F. Lübker - trad. ed. J.D. Van Hoëvell, Classisch Woordenboek van Kunsten en Wetenschappen, Rotterdam, 1857, p. 516.